# 西春江Heartpia站
西春江Heartpia站（日语：／ Nishiharue-Watopia eki */?）是位於福井縣坂井市春江町本堂，越前鐵道的三國蘆原線車站。車站編號為E34。
站名「Heartpia」是取自Heartpia春江。但是Heartpia春江其實更接近太郎丸天使樂園站，所以在車內的廣播，亦會提醒乘客注意。
車站周邊為農村和高密度住宅地區。車站南邊道路連接町內地區。東邊約1.5公里處設有福井機場，但是該機場自從1976年以來再沒有定期班次。

## 車站構造
車站是一座地面車站，此站是無人車站。

### 月台

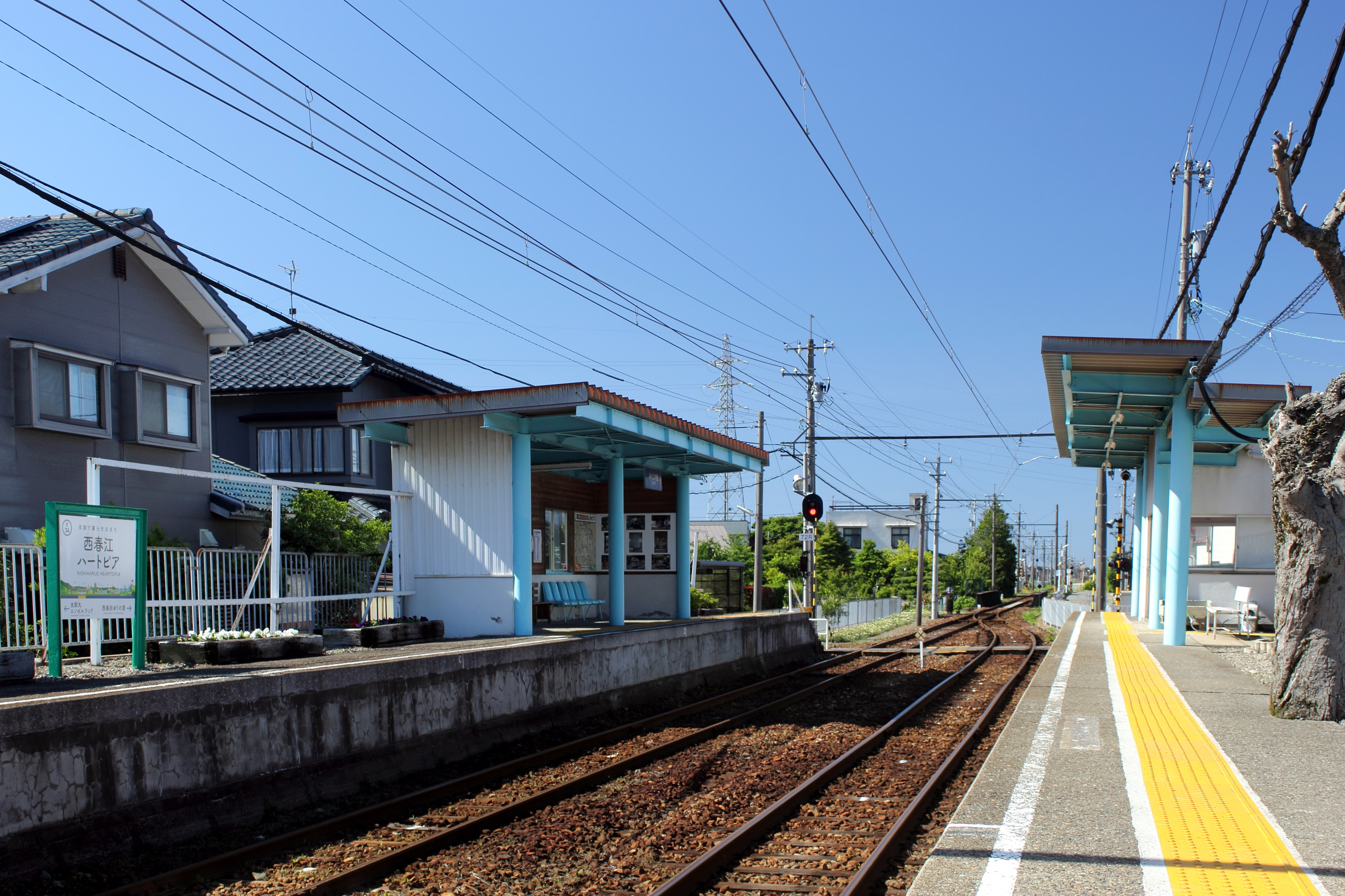
月台（2017年6月）

設有2面2線相對式月台。車站出入口位於東邊1號月台處。兩月台之間設有站內平交道。
本站與福大前西福井站及蘆原湯之町站，皆為在現行定點時間表下上、下行列車的交匯站。
| 月台 | 路線        | 上下行 | 方向     |
| ---- | ----------- | ------ | -------- |
| 1    | ■三國蘆原線 | 上行   | 福井方向 |
| 2    | ■三國蘆原線 | 下行   | 三國方向 |

## 歷史
- 1928年12月30日：西春江站啟用。
- 2001年6月25日：由於越前本線事故（日语：京福電気鉄道越前本線列車衝突事故），京福電氣鐵道被勒令停運所有路線，本站亦被暫停服務[2][3]。
- 2003年：

- 2月1日：車站設施轉讓至越前鐵道。
- 7月20日：越前鐵道重開車站。

- 2017年3月25日：車站改名為西春江Heartpia站[5][6]。
- 2024年10月11日：越前鐵道及福井鐵道均可使用ICOCA及全國通用IC卡付款[7][8]。

## 使用狀況
在「令和4年坂井市統計年報」中，以下為1日平均乘車人次：
| 乘車人次變化 | 乘車人次變化 |
| 年度         | 1日平均人次  |
| ------------ | ------------ |
| 2007年       | 116          |
| 2008年       | 123          |
| 2009年       | 115          |
| 2010年       | 118          |
| 2011年       | 119          |
| 2012年       | 124          |
| 2013年       | 117          |
| 2014年       | 113          |
| 2015年       | 135          |
| 2016年       | 131          |
| 2017年       | 139          |
| 2018年       | 133          |
| 2019年       | 135          |
| 2020年       | 103          |
| 2021年       | 120          |

## 相鄰車站
越前鐵道
■三國蘆原線
□快速（只有上行班次）、■普通
太郎丸天使樂園（E33）－西春江Heartpia（E34）－西長田百合之里（E35）

## 外部連結
- 西春江Heartpia站 （页面存档备份，存于）（日語） - 越前鐵道